# Момока Мураока
Момока Мураока (народилася 3 березня 1997 року) — японська лижниця, призерка зимових Паралімпійських ігор 2018 року у гірськолижному спорті. Вона також була прапороносцем збірної Японії на Параді націй Зимової Паралімпіади 2018.

## Олімпійські нагороди

### 2018
- — гірськолижний спорт, гігантський слалом, сидячи
- — гірськолижний спорт, швидкісний спуск, сидячи[9]
- — гірськолижний спорт, супергігант, сидячи
- — гірськолижний спорт, суперкомбінація, сидячи